# Віден (Леррах)
Віден (нім. Wieden) — громада в Німеччині, знаходиться в землі Баден-Вюртемберг. Підпорядковується адміністративному округу Фрайбург. Входить до складу району Леррах.
Площа — 12,25 км2. Населення становить 526 ос. (станом на 31 грудня 2020).